# 퍼킨스 시각장애인 학교

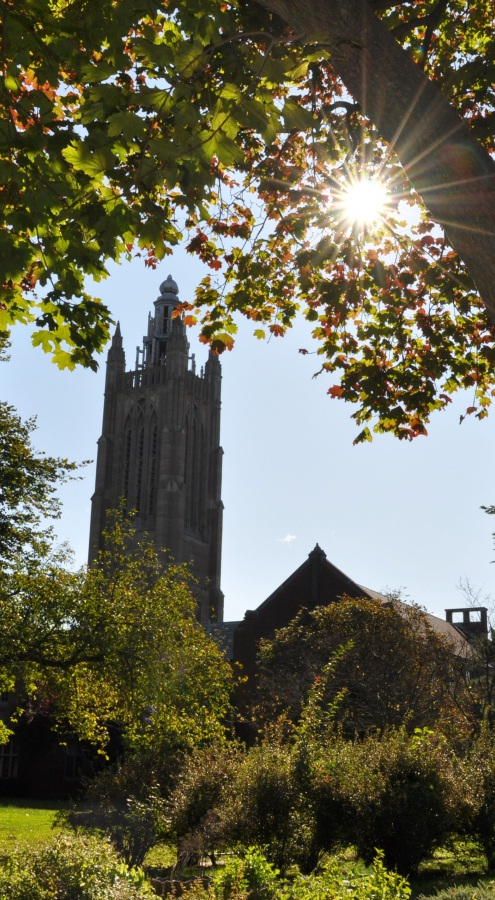

퍼킨스 시각장애인 학교(Perkins School for the Blind)는 워터타운에 있는 시각장애인들을 위한 학교이다. 앤 설리번은 졸업생들중 하나이다.